# Fell in Love with a Girl
Fell in Love with a Girl ist ein Lied der amerikanischen Garage-Rock-Band The White Stripes. Es wurde als zweite Single des dritten Albums der Band, White Blood Cells, im Jahr 2002 veröffentlicht. 
Die Zeitschrift Rolling Stone nahm Fell in Love with a Girl im Mai 2007 in seine Liste der „40 Songs, die die Welt veränderten“ auf. In der Zeitschrift New Musical Express rangierte das Lied 2011 auf Platz 6 der 150 besten Titel der letzten 15 Jahre.
Das Video zu Fell in Love with a Girl – eine Stop-Motion-Animation mit Legosteinen – wurde mehrfach ausgezeichnet.

## Musikvideo

### Stop-Motion-Animation
Das Musikvideo zu Fell in Love with a Girl ist eine Stop-Motion-Animation mit LEGO-Steinen (siehe auch Brickfilm), produziert von Michel Gondry.
In der Eingangsszene ist dessen Sohn zu sehen, wie er mit Legosteinen baut. In den dann beginnenden Stop-Motion-Sequenzen sieht man – mit Legosteinen nachgebaut, die zu bewegten Bildern gereiht wurden – Jack White singend (Kopf oder Mund in Großaufnahme), Meg White Schlagzeug spielend, zwei durch das Bild laufende rot gekleidete Personen, Jack White Gitarre spielend, eine einfahrende U-Bahn, verschiedene sich bewegende Ornamente, Verkehrszeichen, eine schwimmende Person und weitere Details. Die Farben Rot, Weiß, Gelb, Schwarz und Blau der Legosteine und die sich schnell verändernden Anordnungen der Steine bestimmen den optischen Eindruck des Videos. „Die Musik der White Stripes […] ist so spartanisch, dass es mir ausreichend schien, mit 3 Primärfarben zu arbeiten“, so Gondry.
Die Einzelbilder wurden mit einer 16-mm-Bolex-Kamera fotografiert. In einer wenige Sekunden langen Sequenz werden die sich bewegenden Legosteine durch Computersimulation dargestellt.

### Produktion
In einem Interview beschrieb Jack White, dass die langjährige Zusammenarbeit der White Stripes mit Michel Gondry mit einem Missgeschick begann. White wollte ursprünglich mit Mark Romanek zusammenarbeiten, der das Video zu Devil’s Haircut von Beck produziert hatte. Seine Plattenfirma engagierte jedoch irrtümlich Gondry. White war auch damit einverstanden, da er dessen Video zu einem anderen Lied von Beck (Deadweight) ebenfalls mochte.
Die Anfrage an Lego nach Legosteinen wurde abschlägig beschieden; daher musste für die Produktion des Videos eine große Menge an Legosteinen gekauft werden. Die Arbeit am Video erstreckte sich über zwei Monate.
Auch eine weitere Idee kam nicht zustande: Die White Stripes wandten sich an Lego mit der Idee, ein kleines Päckchen Legosteine an jede zu verkaufende Single zu heften, mit dem man Jack und Meg White in Lego hätte nachbauen können. Lego lehnte ab mit der Erklärung: „Wir vermarkten unsere Produkte nicht an Menschen über zwölf Jahren.“ Nachdem das Video sehr erfolgreich wurde, wandte sich Lego seinerseits an die White Stripes mit der Anfrage, die Vereinbarung doch noch zustande kommen zu lassen, was Jack White jedoch ablehnte.

### Preise
Das Video gewann drei MTV Video Music Awards des Jahres 2002: Breakthrough Video, Best Special Effects in a Video und Best Editing in a Video und erhielt eine Nominierung für Video des Jahres, was jedoch von Without Me (Eminem) gewonnen wurde. Anlässlich der Preisverleihung – Gondry war verhindert – äußerte Jack White: „Er ist brillant. Es war alles seine Idee.“
Das Musik-Online-Magazin Pitchfork Media hielt es für das beste Video des Jahrzehnts. Die amerikanische Zeitschrift Entertainment Weekly nahm es in seine „Bestenliste des Jahrzehnts“ auf („Rock ’n’ Roll-Legos!“)

## Rezeption

### Chartplatzierungen
| ChartsChartplatzierungen     | Höchstplatzierung | Wochen |
| ---------------------------- | ----------------- | ------ |
| Vereinigtes Königreich (OCC) | 21 (4 Wo.)        | 4      |

### Auszeichnungen für Musikverkäufe
| Land/Region                  | Auszeichnungen für Musikverkäufe (Land/Region, Auszeichnung, Verkäufe) | Verkäufe |
| ---------------------------- | ---------------------------------------------------------------------- | -------- |
| Vereinigtes Königreich (BPI) | Gold                                                                   | 400.000  |
| Insgesamt                    | 1× Gold ·                                                              | 400.000  |

## Coverversion von Joss Stone
Die britische Soulsängerin Joss Stone coverte den Song 2003 unter dem Titel Fell in Love with a Boy, auf ihrem Album The Soul Sessions (2003) und erreichte damit Platz 66 der deutschen Singlecharts.

## Weitere Verwendung
- The White Stripes: The Acoustic Album (2006), Virgin
- Als Downloadable Content für das Musik-Videospiel Rock Band (2010).[12]